# سان ميارد
سان ميارد (بالفرنسية: Saint-Méard)‏ هي بلدية في مقاطعة فيين العليا في منطقة أقطانية الجديدة غرب وسط فرنسا.